# Мансфельд (район)
Мансфельд (нем. Mansfelder) — упразднённый район в Германии, существовал с 1994 по 2007 годы. Центр района был город Лютерштадт-Айслебен. Район входил в землю Саксония-Анхальт. Занимал площадь 758,71 км². Население — 100 191 чел. Плотность населения — 133 человека/км².
Официальный код района — 15 2 60.
Район подразделялся на 59 общин.
1 июля 2007 года Мансфельд был объединён с бывшим районом Зангерхаузен в новый район Мансфельд-Зюдгарц.

## Города и общины
1. Мансфельд (8 949)

Объединения общин
Управление Гербштедт
1. Аугсдорф (612)
2. Бургсдорф (214)
3. Фрайст (383)
4. Фридебург (530)
5. Фридебургерхютте (268)
6. Гербштедт (3 096)
7. Хайлигенталь (829)
8. Хюбиц (375)
9. Илевиц (352)
10. Клостермансфельд (2 772)
11. Роттельсдорф (339)
12. Зирслебен (1 585)
13. Вельфесхольц (221)
14. Цабенштедт (248)

Управление Хетштедт
1. Хетштедт (15 855)
2. Риттероде (343)
3. Вальбек (953)

Управление Лютерштадт-Айслебен
1. Бишофроде (731)
2. Хедерслебен (1 003)
3. Лютерштадт-Айслебен (24 552)
4. Остерхаузен (1 072)
5. Шмальцероде (288)

Управление Мансфельдер-Грунд-Хельбра
1. Альсдорф (1 905)
2. Бендорф (2 501)
3. Борнштедт (957)
4. Хельбра (4 683)
5. Хергисдорф (1 849)
6. Виммельбург (1 377)

Управление Зеегебит-Мансфельдер-Ланд
1. Амсдорф (536)
2. Азелебен (550)
3. Дедерштедт (461)
4. Эрдеборн (1 095)
5. Хорнбург (372)
6. Люттхендорф (649)
7. Неаузен (279)
8. Рёблинген-ам-Зее (3 132)
9. Зеебург (614)
10. Штедтен (1 088)
11. Ванслебен-ам-Зее (1 816)

Управление Виппер-Айне
1. Аббероде (386)
2. Альтероде (515)
3. Арнштедт (601)
4. Брауншвенде (609)
5. Бройнроде (503)
6. Фрисдорф (365)
7. Грайфенхаген (277)
8. Харкероде (338)
9. Хермероде (128)
10. Мольмерсвенде (259)
11. Квенштедт (871)
12. Рицгероде (90)
13. Зандерслебен (2 042)
14. Штангероде (376)
15. Зильда (525)
16. Ульцигероде (186)
17. Вельбслебен (760)
18. Видерштедт (1 129)
19. Випра (1 612)